# Voivodato di Połock

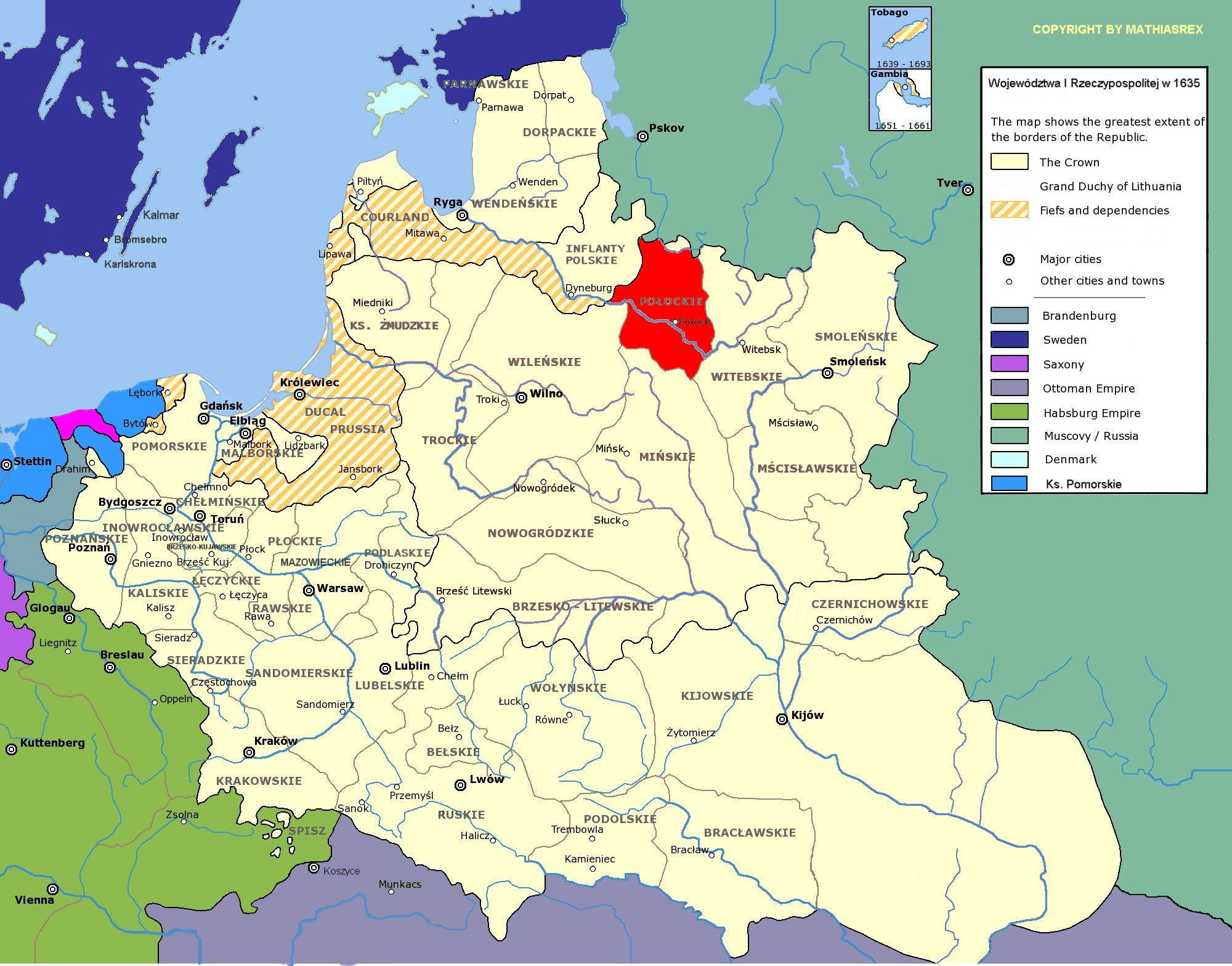
Voivodato di Połock

Il voivodato di Połock (in polacco: Województwo Połockie) fu un'unità di divisione amministrativa e governo locale del Granducato di Lituania (facente parte della Confederazione polacco-lituana) dal XV secolo fino alla spartizione della Polonia del 1795. La sua storia può essere rintracciata dall'omonimo principato, che fu conquistato dal Granducato di Lituania tra il tardo XIV e il primo XV secoli. Dal 1504, fu riconosciuto come voivodato.
Lo storico polacco Zygmunt Gloger afferma che il voivodato possedeva due senatori, ossia il Voivoda e il Castellano. La capitale si trovava in mezzo al territorio del voivodato, il quale, siccome non era tanto grande e popolato, non era diviso in contee.

## Voivoda
- Stanisław Hlebowicz
- Olbracht Gasztołd
- Stanisław Ościk
- Piotr Kiszka
- Jan Hlebowicz
- Stanisław Dowojno
- Mikołaj Dorohostajski
- Andrzej Sapieha
- Michał Drucki-Sokoliński
- Janusz Kiszka
- Aleksander Ludwik Radziwiłł
- Jan Karol Kopeć
- Kazimierz Jan Sapieha
- Jan Jacek Ogiński
- Dominik Michał Słuszka
- Stanisław Ernest Denhoff
- Aleksander Michał Sapieha
- Józef Sylwester Sosnowski
- Tadeusz Żaba